# 福岡造船

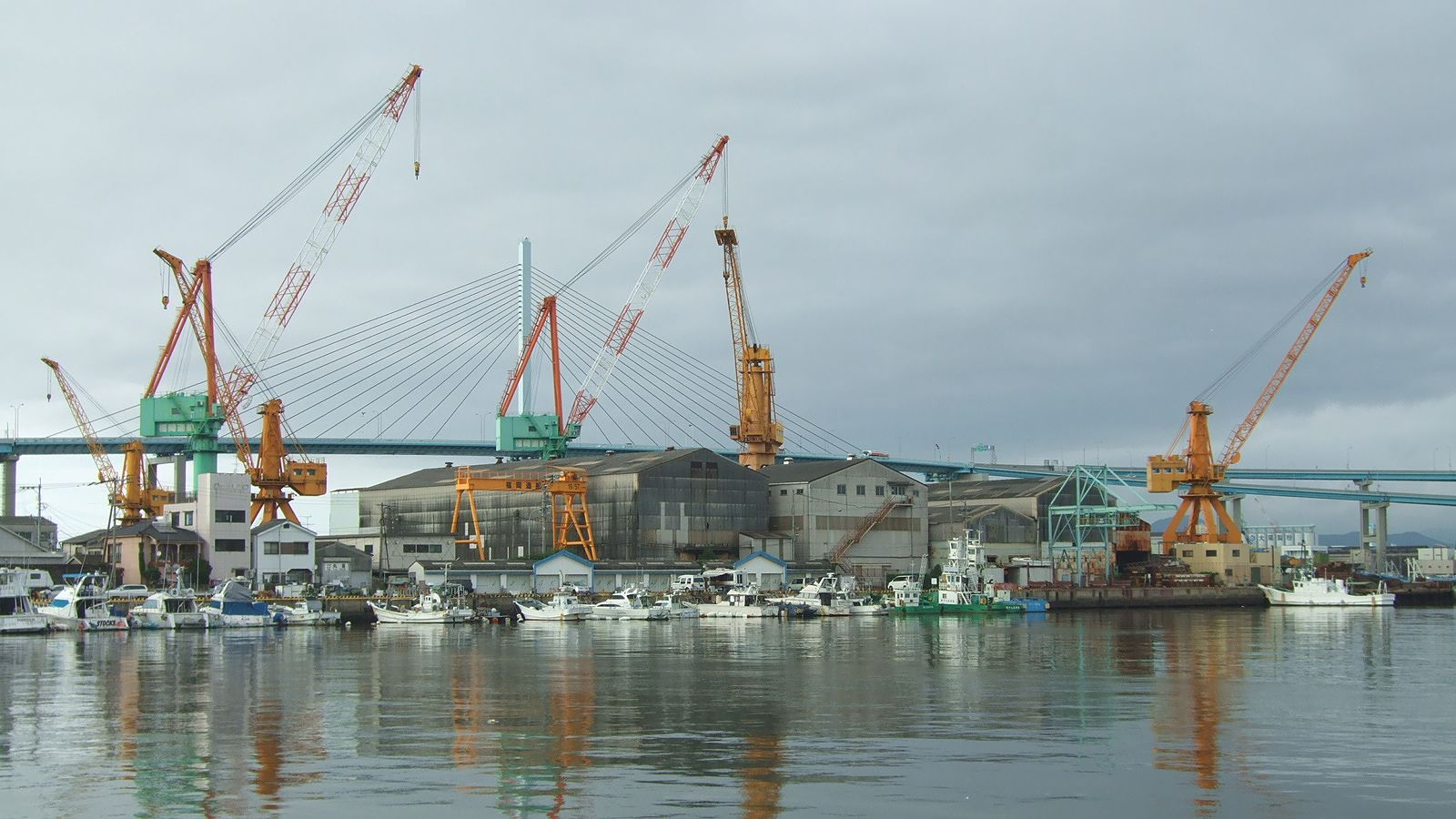
福岡工場

福岡造船株式会社（ふくおかぞうせん、英: FUKUOKA SHIPBUILDING CO.,LTD.） は、福岡市中央区にある日本の造船会社である。

## 概要
コンテナ船・多目的貨物船・RO-RO船・旅客フェリー・セメントタンカー・LPG船・ケミカルタンカー・オイルタンカー・リーファーなどの各種中型船舶を建造している。
特に化学薬品などを運ぶケミカルタンカーをはじめとする特殊船が主力である。創業時は専ら漁船を建造していたが、1960年代に貨物船主体に転換し、その後耐食ステンレス製タンク等の製作技術を高度化させ、ケミカルタンカー等の特殊船の建造が主力となった。
2004年に長崎市の長栄造船（旧・林兼造船→林兼船渠）の工場を買収し、長崎工場とした。
2000年代後期以降、船舶へのLNG等の新燃料導入に向けた取り組みも進めており、2012年にはLNGを燃料とする12,500重量トン型ケミカルタンカーを開発し、LNG燃料のケミカルタンカーとしては世界で初めてノルウェー船級協会（DNV）の基本承認を取得した。2019年には、LNGバンカリング船（構造としてはSPB方式LNGタンカーに相当）の建造を受注した。
2023年4月に、日本初のLNG二元燃料ケミカルタンカー（16,800t）を長崎工場で進水させた。

## 沿革
- 1947年（昭和22年）11月 - 福岡市北湊町59に資本金80万円にて興洋造船株式会社を設立。
- 1948年（昭和23年）7月 - 資本金400万円に増資。
- 1958年（昭和33年）10月 - 福岡造船株式会社に社名変更。
- 1961年（昭和36年）2月 - 資本金800万円に増資。
- 1970年（昭和45年）12月 - 船台を3,000G/Tに拡張。
- 1971年（昭和46年）
  - 2月 - 資本金3,200万円に増資
  - 12月 - 船台を5,000G/Tに拡張。
- 1972年（昭和47年）6月 - 資本金4,800万円に増資。
- 1976年（昭和51年）1月 - 船台を10,000G/Tに拡張。
- 1977年（昭和52年）5月 - 資本金9,600万円に増資。
- 2004年（平成16年）
  - 3月 - 長栄造船株式会社の造船施設を買収し、当社長崎工場（船台：25,000G/T）とする[5][6]。
  - 6月 - 福岡工場の船台を12,000G/Tに拡張。
- 2005年（平成17年）11月 - 福岡工場が第19回福岡都市景観賞を受賞。
- 2009年（平成21年）10月 - 土井首工場を開設。
- 2016年（平成28年）10月 - 野牛島工場を開設。
- 2018年（平成30年）
  - 1月 - 株式会社渡辺造船所（現・ふくおか渡辺造船所）を買収し、子会社とする[11]。
  - 4月 - 株式会社臼杵造船所を買収し、子会社とする[12]。
- 2021年
  - 7月 - 船舶の設計業務を行う子会社のふくおかクリエイト株式会社を福岡市に設立（後述）[13]。
  - 9月 - 佐世保市にふくおかクリエイト株式会社佐世保事務所を開設（後述）[13][14]。
  - 11月 - 日本初のLNG燃料ケミカルタンカーの開発・建造や、福岡・長崎両工場と臼杵造船所の3工場一体運用体制の確立等を内容とする事業計画について、国土交通大臣から、海事産業強化法に基づく事業基盤強化計画の認定を受ける[15][16]。

- 2023年（令和5年）
  - 3月 - 福岡工場建屋の建て替え工事が完了し、新工場が落成[17]。
  - 4月 - 川尻工場を開設[18]。

## 事業所
- 福岡工場:福岡県福岡市中央区港3-3-14 
  - 建造船台12,000G/T[2]
- 長崎工場:長崎県長崎市深堀町1-1-4
  - 建造船台25,000G/T[2]
- 土井首工場: 長崎県長崎市土井首町510-1
- 野牛島工場: 長崎県長崎市深堀町2-229
- 川尻工場：広島県呉市川尻町東2-14-21
- 東京事務所: 東京都中央区京橋3-12-7 京橋山本ビル7階

## 子会社
- 株式会社ふくおか渡辺造船所 - 造船業
- 株式会社臼杵造船所 - 造船業
- ふくおかクリエイト株式会社 - 船舶設計業務
  - 2021年（令和3年）7月に福岡市で設立[13]。佐世保重工業が2022年1月限りで新造船事業の休止を決め、多数の希望退職者が発生していたことから、同社で船舶設計に携わっていた離職者を受け入れ、これまで一部を外注していた設計業務を福岡造船グループ内で行うことを目的として設立された[13]。同年9月21日付でふくおかクリエイト・長崎県・佐世保市の間で立地協定が締結され、佐世保事務所が開設された[13][14]。その後、会社所在地は佐世保市となっている[18]。